# Rohwurst

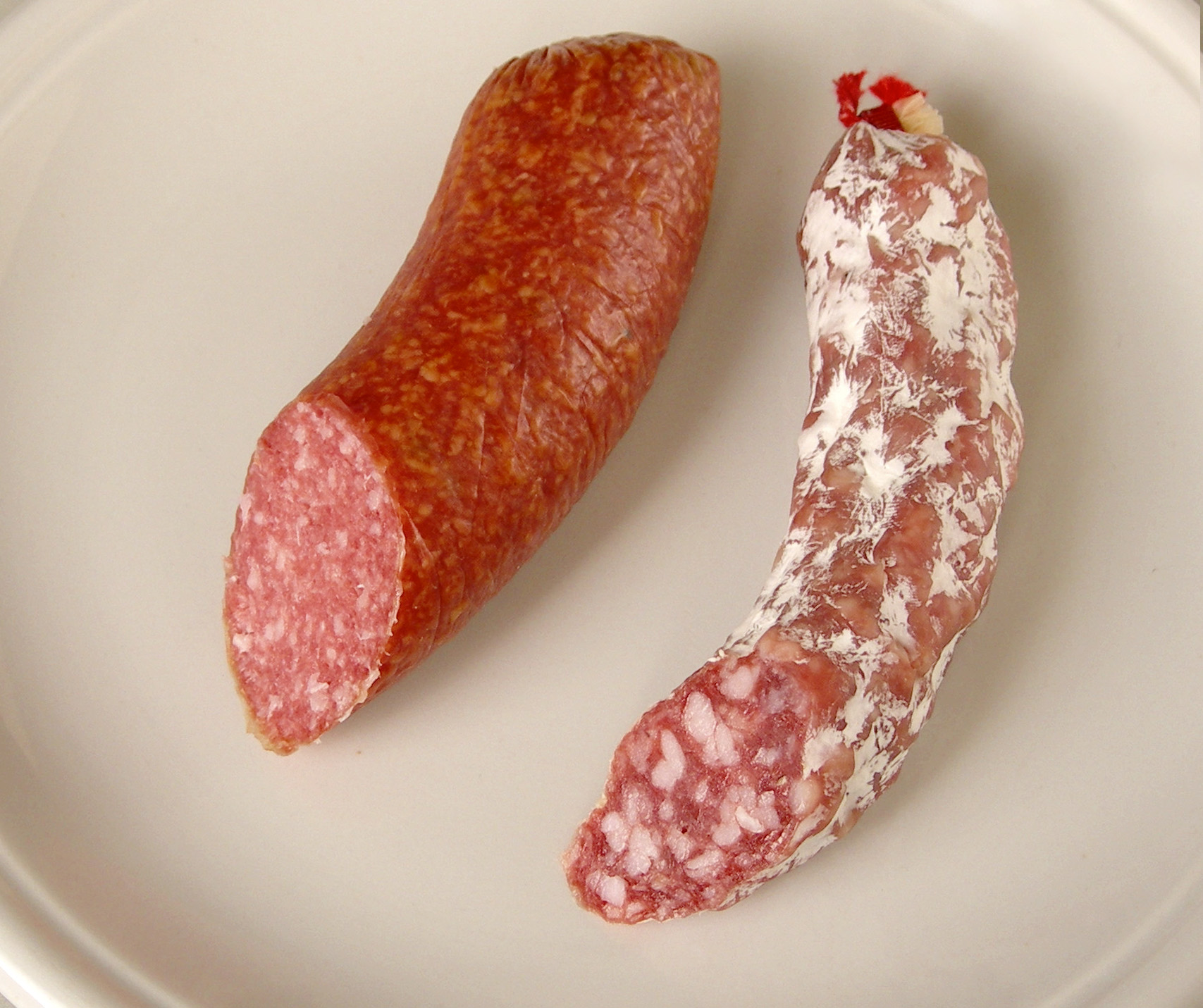
Geräucherte Mettwurst im Kunstdarm,
luftgetrocknete Salami im Naturdarm

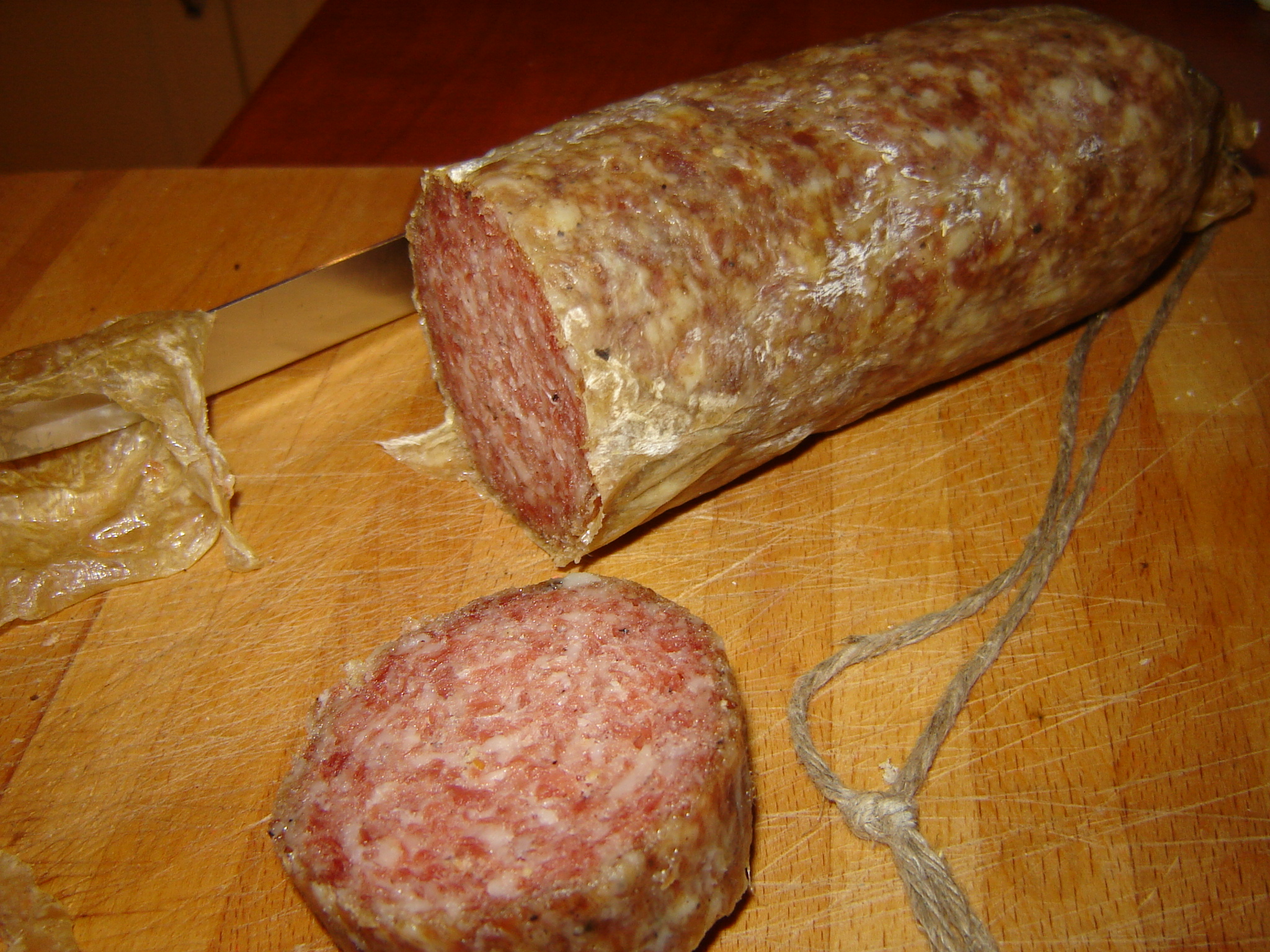
Der Eichsfelder Feldgieker als Stracke

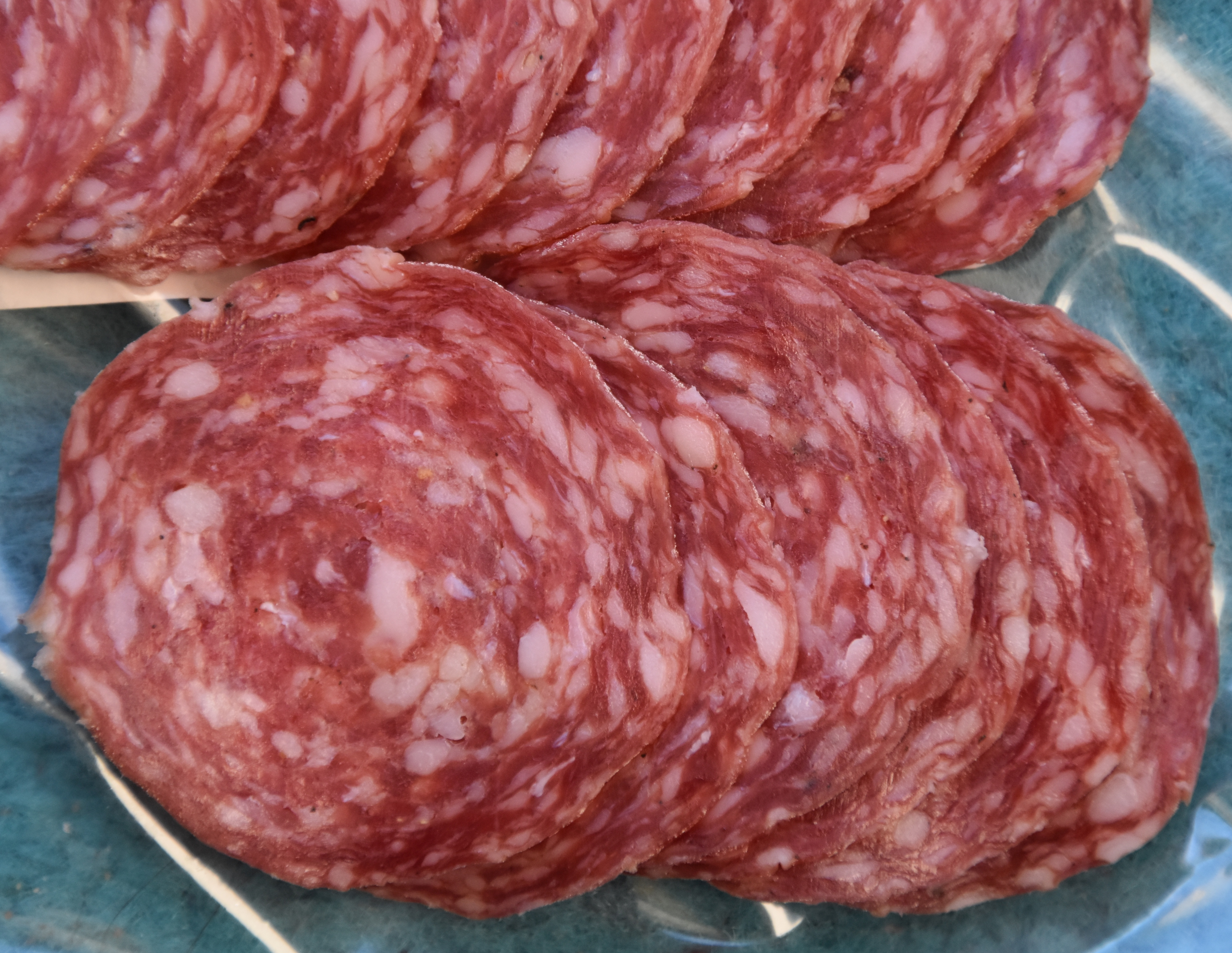
Göttinger Stracke in Scheiben

Rohwurst ist ein Wursttyp. Die Basis bildet rohes, d. h. nicht erhitztes Fleisch.

## Herstellung

### Zerkleinern und Salzen
Das Fleisch wird unter Zugabe von Speisesalz oder anderen technologisch wirksamen Salzen wie Nitritpökelsalz mittels Wolfen und/oder Kuttern zerkleinert (jedoch nicht in solch einem Ausmaße wie bei der Brühwurst).

### Reifung
Beim Reifeprozess einer Rohwurst wandeln Milchsäurebakterien den fleischeigenen und zugesetzten Zucker hauptsächlich in Milchsäure, aber auch in aromawirksame Verbindungen um.

### Säuerung und Trocknung
Um eine schnelle und stabile Säuerung zu erhalten, werden meist Mono- und Disaccharide zugesetzt, die den Milchsäurebakterien als zusätzlicher Nährstoff dienen. Die Milchsäurebakterien können entweder als Starterkultur beigemengt werden oder sind überall in der natürlichen Flora (Spontanflora) der Rohwurst enthalten. Sie sorgen für die Absenkung des pH-Wertes, so dass das Wasserbindungsvermögen sinkt und die Wurst Wasser an ihre Umgebung abgibt. Ein weiterer Effekt der Abtrocknung ist die Ausbildung eines Proteingels, welches zur Schnittfestigkeit der Wurst führt. Zusätzlich tragen die Bakterienkulturen neben der Geschmacksausbildung auch zur Konservierung bei, indem sie andere Mikroben wie die Verderbnisflora und pathogene Keime unterdrücken.

### Ideales Klima
Zur Herstellung qualitativ hochwertiger und aus lebensmittelhygienischer Sicht sicherer Produkte ist die Einstellung des die Wurst umgebenden Klimas von entscheidender Bedeutung; dies wird in industrieller Produktion durch Klimaanlagen geregelt. In einigen Regionen sind aber auch natürliche Gegebenheiten wie zum Beispiel Berghöhlen, in denen gleichbleibende Klimabedingungen gegeben sind, vorhanden. Hier sorgt des Weiteren die vorhandene Keimflora für eine spezifische Aromaausprägung der Wurst.

### Räuchern
Anschließend werden die Würste oft noch kaltgeräuchert. Streichfähige Rohwurst wird nicht intensiv getrocknet, im Gegensatz zur Dauerwurst. Die Streichfähigkeit beruht bei den feinen Würsten darauf, dass das Fett die Magerfleischpartikel umhüllt und somit ein Koagulieren der Muskelproteine verhindert. Bei groben Würsten entsteht aufgrund der niedrigeren Abtrocknung ebenfalls ein schlecht ausgebildetes Proteingel.

## Sorten
In Deutschland werden bei der Herstellung von Wurstsorten meist Standardrezepte verwendet. Beispiele dafür sind:

### Schnittfeste Rohwurst
Allgemein verbreitet sind grob zerkleinerte schnittfeste Rohwürste. Beispiele für Sorten sind:
| - Beinwurst - Dauerwurst - Dürre Runde |  | - Feldkieker - Katenrauchwurst - Kohlwurst - Kolbacz |  | - Krakauer - Kümmelwurst - Mettwurst - Plockwurst |  | - Salami - Schinkenwurst - Touristenwurst - Thüringer Knackwurst |

Fein zerkleinerte schnittfeste Rohwürste sind Zervelatwurst und Schlackwurst.

### Streichfähige Rohwurst
Sorten von streichfähigen Rohwürsten sind einige Varianten von Mettwurst und Teewurst.

### Rohwurst-Würstchen
(portioniert zu 50 bis 125 g je Würstchen)
| - Bauernseufzer, auch Bauernstumpen - Cabanossi - Chorizo - Frühstückswürstchen, auch Vesperwürstchen - Geräucherte Bratwurst - Einfache Lippsche Kohlwurst - Kolbac, Kielbassa, auch Kielbossa und Kiolbassa |  | - Knackwurst, auch Knacker/Berliner Knackwurst, - Landjäger, Schweizer Landjäger, Rauchpeitschen, Ringelwurst - Rohe Debrecziner - Rohpolnische Würstchen, Polnische Bratwurst - Schinkenwürstchen - Westfälinger |

### Gegarte Rohwurst
- Kochmettwurst
- Hannoversche Fleischwurst, Hannoversche Bregenwurst, Zwiebelwurst
- Kochsalami, Gegarte Salami Böhmische Art, auch Göttinger Kochsalami, Hildesheimer Kochsalami, Gegarte Innviertler Salami
- Schmorwurst, Hannoverscher Schmorwurst
- Falnwurst, auch Gekochte Mettwurst Schwedischer Art

## Gefahren
Es besteht ein Ansteckungsrisiko mit Hepatitis E, Toxoplasmose und anderen Infektionskrankheiten, wenn Lebensmittel mit rohem Schweine-, Schaf- oder Wildfleisch konsumiert werden. Das gilt auch für Lebensmittel mit einem Anteil an rohen Innereien vom Schwein, Schaf oder Wild. Auch bei rohem, mangelhaft erhitztem Fleisch von anderen Tieren besteht ein Infektionsrisiko.